# بوجان نافوجيك
بوجان نافوجيك (بالكرواتية: Bojan Navojec)‏ هو ممثل كرواتي (وحمل سابقاً جنسية جمهورية يوغوسلافيا الاشتراكية الاتحادية)، ولد في 26 أبريل 1976 ببيلوفار في كرواتيا.

## وصلات خارجية
- بوجان نافوجيك على موقع IMDb (الإنجليزية)
- بوجان نافوجيك على موقع ألو سيني (الفرنسية)
- بوجان نافوجيك على موقع أول موفي (الإنجليزية)
- بوجان نافوجيك على موقع قاعدة بيانات الأفلام السويدية (السويدية)
- بوجان نافوجيك على موقع قاعدة بيانات الفيلم (الإنجليزية)
- بوجان نافوجيك على موقع كينوبويسك (الروسية)